# Paul Barian
Paul Joseph Barian, né à La Ferté-Gaucher le 26 mars 1875 et mort le 4 août 1942 à Meaux, est un peintre, dessinateur et lithographe français.

## Biographie
Élève de Alexandre Leleu et de Jean-Léon Gérôme, il expose au Salon des artistes français dès 1904, obtient la médaille d'honneur (1924), ma médaille de bronze (1925), la médaille d'argent (1927) puis la médaille d'or (1928) avant de passer en Hors-concours (1929). Sa lithographie Le Connaisseur fut remarquée. 

## Distinctions
- Chevalier de la Légion d'honneur (1935)